# Hervormde kerk ('s-Graveland)
De monumentale Nederlands Hervormde kerk van 's-Graveland. Het kerkgebouw is ontworpen door Daniël Stalpaert en werd gebouwd in 1658. 
Ter gelegenheid van het 350-jarige bestaan van de kerk is de Daniël Stalpaert Stichting opgericht, ter ondersteuning van het onderhoud van de kerk en de pastorie. 
In 1999 werd het 175-jarig bestaan gevierd van het kerkorgel, dat in 1824 is gebouwd door de gebroeders Bätz te Utrecht. Aan dit orgel werd bij een opknapbeurt van de kerk een ivoor-witte kleur gegeven, dezelfde kleur waaraan de gebroeders Bätz voor hun orgels destijds de voorkeur gaven. 
In 2014-20115 is een begin gemaakt met de restauratie van het kerkgebouw volgens het protocol rond de restauratie van monumenten, allereerst met de toren en het westelijk dakvlak. Het leisteen wordt in de Eifel uit de groeve gedolven en daar worden de dakleien ook in de juiste vorm gemaakt. De vorm van de leien in combinatie met de manier waarop deze op het dak worden gespijkerd, heeft de naam oud-Duitse dekking. In oktober 2023 is een start gemaakt met het onderhoud aan het dak van de kerk. Bij het slopen van de oude leien, die alle vervangen zullen worden, is een lekkage naar voren gekomen. Bij de kilgoot bleek een deel van het dakbeschot verrot. Dit betrof ook de keper (de verticaal geplaatste schuine dakbalk onder het dakbeschot). Het hout daarvan, met een dikte van 38 millimeter, is geheel in stijl met het hout uit 1658 vervangen middels machinale voorbewerking en handmatige afwerking. In de sierlijke gootlijst ontbrak een stuk profiellijst, dat is nagemaakt en inmiddels geplaatst, vooruitlopend op plaatsen van nieuwe koperen goten. Ter gelegenheid van de dakrestauratie was er 29 november 2023, op Sint Pannekoek, de mogelijkheid om pannenkoeken te komen eten in de kerk. De opbrengst van dit evenement kwam geheel ten goede aan het kostbare dakonderhoud. 
De kerk en naastgelegen pastorie vervullen tot vandaag de dag hun oorspronkelijke functie. Dat houdt in dat er erediensten plaatsvinden vanuit de plaatselijke gemeente, waarbij de leden ervan vallen onder de Nederlands Hervormde Kerk.

## Externe link

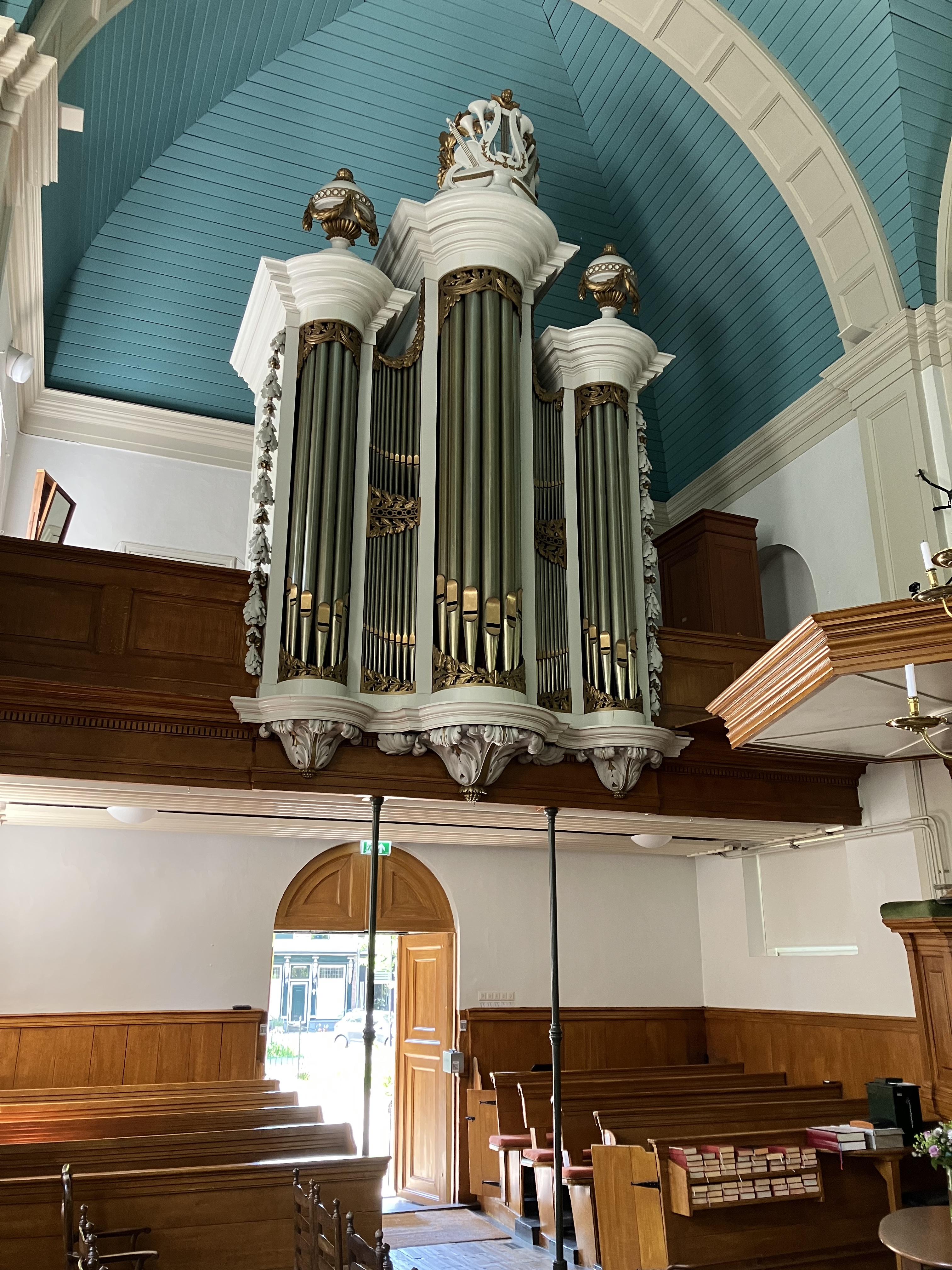
Orgel gebouwd in 1824 door Jonathan Bätz en J.M.W. Bätz